# Дэвис, Тамра
Та́мра Дэ́вис-Да́йамонд (англ. Tamra Davis-Diamond; 22 января 1962, Студио-Сити, Калифорния, США) — американский кинорежиссёр, кинопродюсер, кинооператор и клипмейкер.

## Биография

### Ранние годы
Тамра Дэвис родилась 22 января 1962 года в Студио-Сити (штат Калифорния, США), став второй из четверых детей в семье своих родителей.

### Карьера
Тамра — кинорежиссёр, клипмейкер, кинооператор и кинопродюсер, начавшая карьеру в 1986 году.

### Личная жизнь
С 1993 года Тамра замужем за музыкантом Майком Ди (род.1965). У супругов есть два сына — Дэвис Дайамонд и Скайлер Дайамонд.

## Фильмография

### Режиссёр
- 1992 — «Без ума от оружия» / Guncrazy
- 1993 — «CB4» / CB4
- 1995 — «Билли Мэдисон» / Billy Madison
- 1997 — «Лучшие люди» / Best Men
- 1998 — «Непропечённый» / Half Baked
- 2000 — «Детям до шестнадцати» / Skipped Parts
- 2002 — «Перекрёстки» / Crossroads
- 2004 — «Шоу МетодМена и РедМена» / Method & Red
- 2005 — «Меня зовут Эрл» / My Name Is Earl
- 2006 — «Все ненавидят Криса» / Everybody Hates Chris
- 2006 — «Продюсер» / Love Monkey
- 2006 — «Люди в деревьях» / Men in Trees
- 2007 — «Дурнушка» / Ugly Betty
- 2007 — «Анатомия страсти» / Grey’s Anatomy
- 2008 — «Все мои бывшие» / The Ex List
- 2010 — «Жан-Мишель Баскья: Лучезарное дитя» / Jean-Michel Basquiat: The Radiant Child
- 2010 — «Сынки Тусона» / Sons of Tucson
- 2013 — «Панк-певица» / The Punk Singer
- 2013 — «Зажигай!» / Hit the Floor

### Продюсер
- 2000 — «Детям до шестнадцати» / Skipped Parts
- 2010 — «Жан-Мишель Баскья: Лучезарное дитя» / Jean-Michel Basquiat: The Radiant Child
- 2012 — «Свободные леди» / Single Ladies (14 эпизодов)
- 2013 — «Панк-певица» / The Punk Singer